# Antoine Chrysostome Quatremère de Quincy
Antoine-Chrysostome Quatremère de Quincy (Paris, 21 de outubro de 1755 — 28 de dezembro de 1849) foi um arqueólogo, teórico da arquitetura, filósofo, crítico de arte e político francês.
Nascido em Paris, Quatremère de Quincy formou-se em direito, depois fez cursos de arte e história no Collège Louis-le-Grand e foi aprendiz por um tempo no ateliê de Guillaume Coustou, o Jovem, e Pierre Julien, obtendo alguma experiência prática na arte da escultura. Uma viagem a Nápoles na companhia de Jacques-Louis David despertou o seu interesse pela arquitetura grega e romana.
Esteve envolvido nos problemas da Revolução Francesa. Em 1796 foi acusado de participar nos preparativos da insurreição monarquista, a 13ª vendémiaire, e foi condenado à morte, mas absolvido a tempo. No ano seguinte foi eleito para o Conselho dos Quinhentos no departamento de Sena, escondendo-se após participar de um golpe monárquico. Em 1800 foi nomeado secretário-geral do Conselho do Sena. De 1816 a 1839 foi secretário da Académie des Beaux-Arts , e em 1818 tornou-se professor de arqueologia na Biblioteca Nacional. Retornou brevemente à política em 1820. Quatremère de Quincy foi autor de vários artigos e livros. Entre 1788 e 1825 foi responsável pela edição do Dictionnaire d'Architecture.

## Obras
- 1788-1825 - «Dictionnaire d'architecture» da Encyclopédie méthodique, ed. Panckouck:e, 3 vols., Paris, 1788/1825.
- 1791 - Considérations sur les arts du dessin en France, suivies d'un plan d'Académie ou d'École publique et d'un système d'encouragement.
- 1796 - Lettres sur les préjudices qu'occasionnerait aux arts et à la science le déplacement des monuments de l'art de l'Italie.
- 1803 - De l'Architecture égyptienne considérée dans son origine, ses principes et son goût, et comparée sous les mêmes rapports à l'architecture grecque.
- 1814 - Le Jupiter olympien, ou l'Art de la sculpture antique, Didot frères, Paris.
- 1815 - Considérations morales sur la destination des ouvrages de l'art, ou de l'influence de leur emploi sur le génie et le goût de ceux qui les produisent ou qui les jugent…
- 1823 - Essai sur la nature, le but et les moyens de l'imitation dans les beaux-arts.
- 1824 - Histoire de la vie et des ouvrages de Raphaël.
- 1827 - De l'Universalité du beau et de la manière de l'entendre.
- 1829 - Monuments et ouvrages d'art antiques restitués d'après les descriptions des écrivains grecs et latins. (2 vol.).
- 1830 - Histoire de la vie et des ouvrages des plus célèbres architectes du XIe siècle jusqu'à la fin du XVIIIe, accompagnée de la vue du plus remarquable édifice de chacun d'eux.
- 1832 - Dictionnaire historique d'architecture, contenant dans son plan les notions historiques, descriptives, archéologiques, biographiques, théoriques, didactiques et pratiques de cet art, 2 vols., París. Esta obra é uma reformulação parcial do Dictionnaire... anterior, sobretudo no que diz respeito aos artigos extraídos dos dois primeiros volumes (por exemplo: Caractère, Décoration, etc.);
- 1834 - Canova et ses ouvrages.
- 1837 - Essai sur l'idéal dans ses applications pratiques aux arts du dessin.
- 1839 - Histoire de la vie et des ouvrages de Michel-Ange Buonarrotti